# 심창유
심창유(沈昶裕, 1922년 7월 1일 ~ 1994년 7월 26일, 경기 용인)는 문교부 차관, 감사원 감사위원, 사학연금관리공단 이사장을 역임한 대한민국의 정무직 공무원이었다.

## 학력
- 양정고등학교 졸업
- 서울대학교 경제학 학사
- 와세다대학교 대학원 석사
- 아메리칸대학교 대학원 박사

## 경력
- 재무부 예산과장
- 경제기획원 산업국장 경제계획관
- 총리비서관
- 농림부 기획관리실장
- 문교부 기획관리실장
- 문교부 차관
- 감사원 감사위원[1]
- 사학연금관리공단 이사장[2]
- 대한교과서 회장[1]

## 묘소
- 경기도 용인시 선산[1]

## 같이 보기
| - 심대평 - 심흥선 - 심의환 - 심우영 - 심보균 | - 심상명 - 심명필 - 심재홍 - 심영섭 - 심창구 |